# Carnot-Methode
Die Carnot-Methode oder Carnotisierung ist ein Verfahren, um bei energetischen Kuppelprodukten den Brennstoffeinsatz (Primärenergie), aber auch andere Inputfaktoren wie CO2-Emissionen oder variable Kosten, auf die Kuppelprodukte aufzuteilen. Sie bedient sich dabei der Arbeitsfähigkeit der energetischen Kuppelprodukte gemäß dem Carnot'schen Wirkungsgrad als Aufteilungsschlüssel. Damit entspricht sie einer exergetischen Äquivalenzziffermethode, da gleicher Exergiegehalt gleich bewertet wird. Primäres Anwendungsgebiet ist die Kraft-Wärme-Kopplung, es sind aber auch andere energetische Kuppelprodukte denkbar, wie z. B. die Erzeugung von Kälte unter Nutzung der Abwärme zu Heizzwecken oder die Erzeugung von Druckluft und Wärme. Sie hat den Vorteil, dass keine externen Referenzwerte für die Aufteilung des Inputstromes auf die Outputströme notwendig ist, sondern dass hierfür nur endogene Prozessparameter benötigt werden.

## Allokationsfaktor für den Brennstoff
Der Anteil des Brennstoffs, der jeweils für die Erzeugung der Kuppelprodukte Strom A und Wärme H benötigt wird, lässt sich unter Beachtung des ersten und zweiten
Hauptsatzes der Thermodynamik
wie folgt berechnen:
ael= (1 · ηel) / (ηel + ηc · ηth)

ath= (ηc · ηth) / (ηel + ηc · ηth)

Anm.: ael + ath = 1

mit

ael: Allokationsfaktor für elektrische Energie, d. h. der Anteil am Brennstoff, der für die Stromerzeugung benötigt wird

ath: Allokationsfaktor für thermische Energie, d. h. der Anteil am Brennstoff, der für die Wärmeerzeugung benötigt wird

ηel = A/QBS

ηth = H/QBS

A: elektrische Arbeit

H: abgegebene Nutzwärme

QBS: zugeführte Brennstoffwärme

und

ηc: Carnot-Faktor 1-Ti/Ts (Carnot-Faktor für elektrische Energie ist 1)

Ti: untere Temperatur, inferior (Umgebung)

Ts: obere Temperatur, superior (Nutzwärme)

Die obere Temperatur ist bei Heizsystemen mit unterschiedlichen Vorlauf- und Rücklauftemperaturen annäherungsweise die Mitteltemperatur der Heizwärme.

Ts = (TVL+TRL) / 2 

Bei höheren thermodynamischen Genauigkeitsanforderungen wird das logarithmische Mittel benutzt.
{\textstyle T_{s}=(T_{VL}-T_{RL})/\ln(T_{VL}/T_{RL})={\frac {T_{VL}-T_{RL}}{\ln(T_{VL})-\ln(T_{RL})}}}

## Brennstofffaktor
Die Brennstoffintensität oder -faktor für Elektroenergie fBS,el bzw. thermische Energie fBS,th ist das Verhältnis von spezifischem Input zu Output.
fBS,el= ael / ηel = 1 / (ηel + ηc · ηth)
fBS,th= ath / ηth = ηc / (ηel + ηc · ηth)

## Primärenergiefaktor
Zur Bestimmung der Primärenergiefaktoren muss noch die Vorkette des genutzten Brennstoffes mit einbezogen werden.
fPE,el = fBS,el · fPE,BS

fPE,th = fBS,th · fPE,BS

mit

fPE,BS: Primärenergiefaktor des Brennstoffs

## Effektiver Wirkungsgrad
Der Kehrwert der Brennstofffaktors (BS-Intensität) beschreibt den Wirkungsgrad des angenommenen Teilprozesses, der für die Erzeugung nur für elektrische oder nur für thermische Energie zuständig ist. Dieser äquivalente Wirkungsgrad entspricht somit dem effektiven Wirkungsgrad des „virtuellen Kessels“ oder des „virtuellen Kraftwerks“ innerhalb einer KWK-Anlage.
ηel,eff = ηel / ael = 1 / fBS,el

ηth,eff = ηth / ath = 1 / fBS,th

mit

ηel,eff: effektiver Wirkungsgrad der Stromerzeugung im KWK-Prozess

ηth,eff: effektiver Wirkungsgrad der Wärmeerzeugung im KWK-Prozess

## Gütegrad der Energiewandlung
Neben dem Wirkungsgrad, der die Quantität der nutzbaren Endenergien beschreibt, ist auch die Qualität der Energiewandlung gemäß dem zweiten Hauptsatz der Thermodynamik von besonderer Bedeutung. Mit zunehmender Entropie nimmt die Exergie ab. Bei der Exergie wird die Qualität der Energie und nicht nur die Quantität betrachtet. Darum sollte eine Energiewandlung auch nach ihrem exergetischen Gütegrad beurteilt werden. Bei dem Produkt „thermische Energie“ spielt es eine wesentliche Rolle, auf welchem Temperaturniveau diese vorliegt. Der exergetische Wirkungsgrad ηx beschreibt somit, wie viel von der Arbeitsfähigkeit des Energieinputs nach dem Wandlungsprozess noch in den energetischen Kuppelprodukten verbleibt. Am Beispiel der KWK ergibt sich folgender Zusammenhang:
ηx,total = ηel + ηc · ηth

Die Allokation gemäß der Carnot-Methode ergibt stets:

ηx,total = ηx,el = ηx,th

mit

ηx,total = exergetische Effizienz der Kuppelprozesses

ηx,el = exergetische Effizienz des virtuellen Kessels

ηx,th = exergetische Effizienz des virtuellen Generators

## Herleitung
Die Herleitung erfolgt am Beispiel einer zweidimensionalen Kuppelproduktion mit Input I und dem ersten Produkt O1 und dem zweiten Produkt O2. f seien die jeweiligen aufzuteilenden Faktoren (Primärenergie, CO2-Emissionen, variable Kosten etc.).
{\displaystyle {\text{Bewertung des Inputs}}={\text{Bewertung des Outputs}}}
{\displaystyle f_{i}\cdot I=f_{1}\cdot O_{1}+f_{2}\cdot O_{2}}
fi, I, O1, O2 sind bekannt. Man erhält eine Gleichung mit zwei Unbekannten f1 und f2, die mit einer Vielzahl von Tupeln (f1,f2) lösbar ist. Als zweite Gleichung wird die Transformierbarkeit von Produkt O1 in O2 und umgekehrt genutzt.
{\displaystyle O_{1}=\eta _{21}\cdot O_{2}}
η21 ist der Umwandlungsfaktor von O2 in O1, der Kehrwert 1/η21=η12 beschreibt die Rücktransformation. Es wird eine reversible Wandlung angenommen, um keine der beiden Richtungen zu bevorzugen. Die Bewertung beider Seiten durch die Faktoren f1 und f2 ist somit aufgrund der Austauschbarkeit ebenfalls äquivalent. Output O2 bewertet mit f2 muss dasselbe ergeben wie der daraus wandelbare Output O1 bewertet mit f1.
{\displaystyle f_{1}\cdot (\eta _{21}\cdot O_{2})=f_{2}\cdot O_{2}}
Dies lässt sich in die erste Gleichung oben einsetzen und weiter umformen:
{\displaystyle f_{i}\cdot I=f_{1}\cdot O_{1}+f_{1}\cdot (\eta _{21}\cdot O_{2})}
{\displaystyle f_{i}\cdot I=f_{1}\cdot (O_{1}+\eta _{21}\cdot O_{2})}
{\displaystyle f_{i}=f_{1}\cdot (O_{1}/I+\eta _{21}\cdot O_{2}/I)}
{\displaystyle f_{i}=f_{1}\cdot (\eta _{1}+\eta _{21}\cdot \eta _{2})}
{\displaystyle f_{1}=f_{i}/(\eta _{1}+\eta _{21}\cdot \eta _{2})}
mit η1 = O1/I  und η2 = O2/I